# Ossi-Petteri Grönholm
Ossi-Petteri Grönholm, född 17 september 1981 i Kotka, är en finländsk före detta professionell ishockeyspelare (back).
I Sverige spelade han för Frölunda HC, Brynäs IF och Malmö Redhawks.
Grönholm tog FM-silver med Oulun Kärpät 2009.